# Escuadra de moros y cristianos

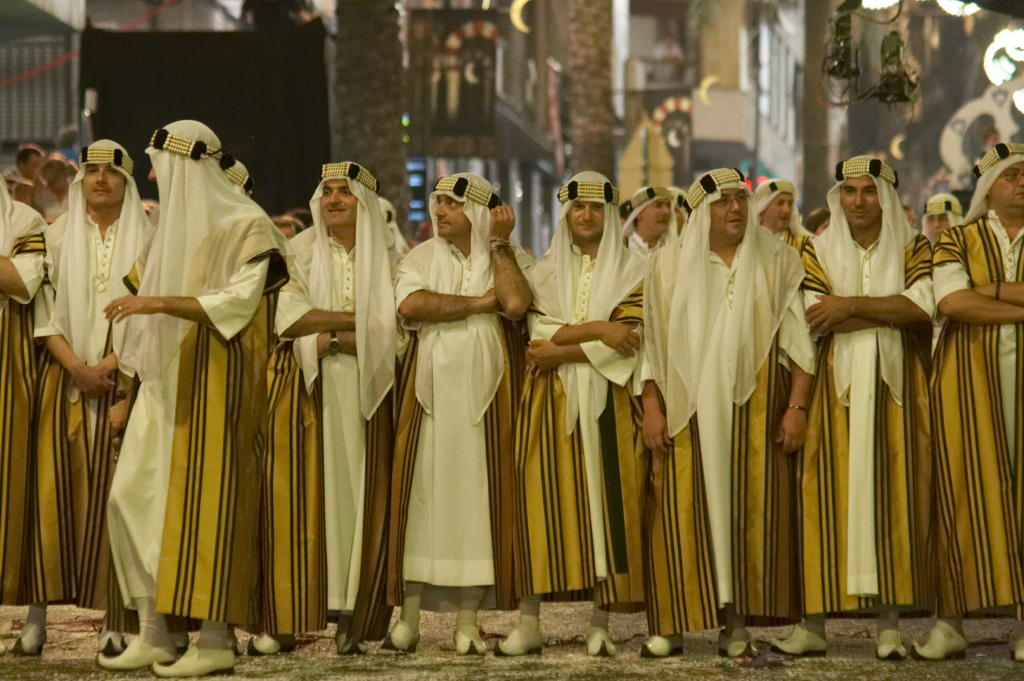
Esquadra Aladins - Comparsa Saudites d'Ontinyent 2006

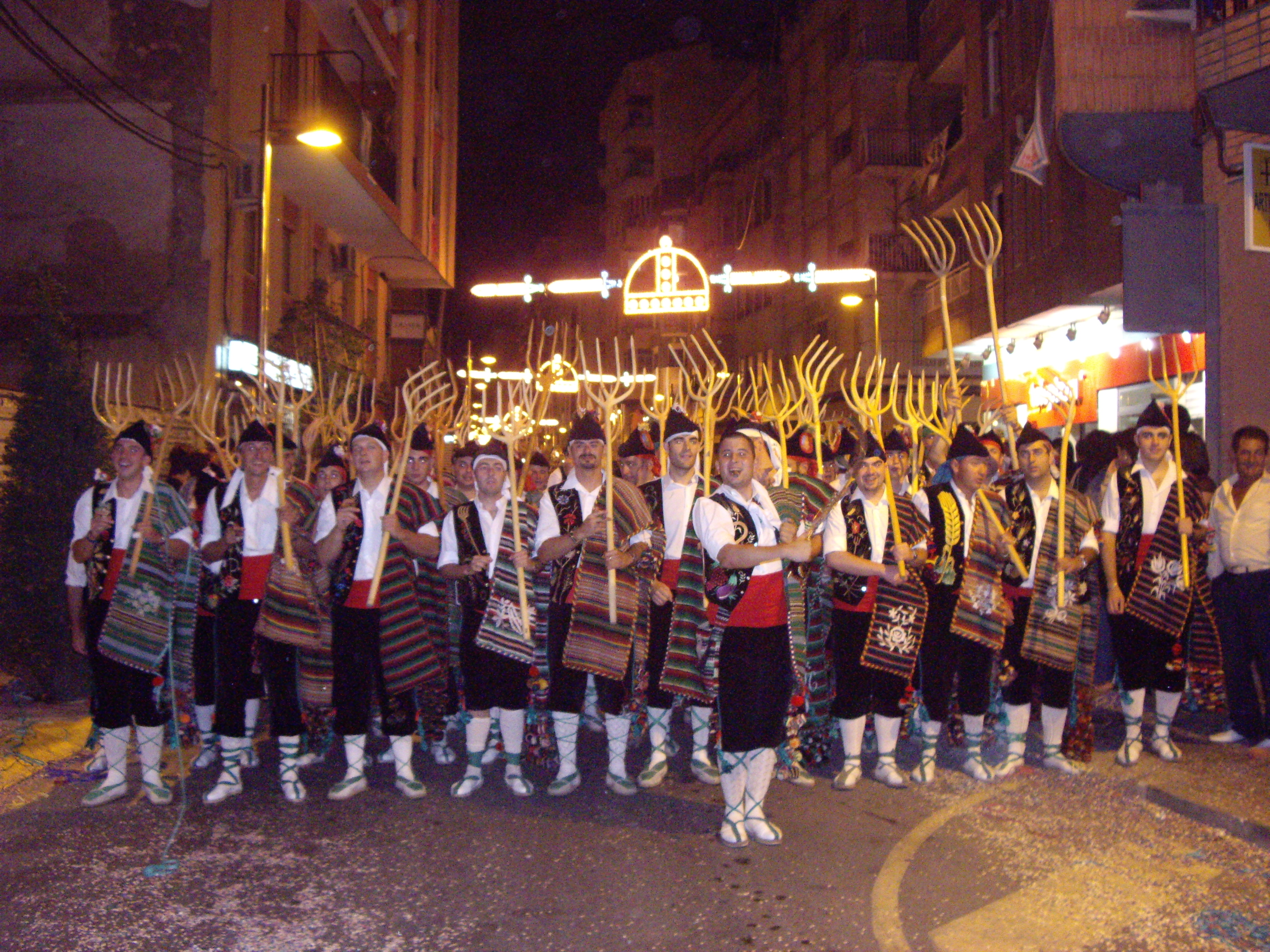
Bloque de escuadras de Maseros. Comparsa de Labradores, Villena

Se denomina escuadra a los componentes de una comparsa, filada o cábila que participan en los desfiles de las fiestas de moros y cristianos. Está formada por 10 o 15 festeros que, bien aisladamente, o en bloques de varias escuadras se sitúan tras un cabo de escuadra y desfilan al ritmo de las marchas moras, en el caso de pertenecer a una comparsa del bando moro, y de las marchas cristianas o pasodobles, si pertenecen al bando cristiano siendo más popular en ambos bandos el desfilar con pasodobles.
La función del cabo es la de dirigir las escuadras. Ordena con ademanes al son de la música cuándo han de pararse los festeros y cuándo vuelven a marchar.
Tiene su origen en la división en escuadras militares, cada una con su cabo militar al frente, de las compañías de milicianos locales conocidas popularmente como Soldadesca.